# لوئیس پیریا (بازیکن فوتبال، زاده ۱۹۹۷)
لوئیس پیریا (انگلیسی: Luis Perea؛ زادهٔ ۲۵ اوت ۱۹۹۷) بازیکن فوتبال اهل اسپانیا است.
از باشگاه‌هایی که در آن بازی کرده‌است می‌توان به باشگاه فوتبال اوساسونا اشاره کرد.